# Партизанский район (Приморский край)
Партиза́нский район входит в состав Приморского края России. В рамках организации местного самоуправления ему соответствует муниципальное образование Партизанский муниципальный округ (с 2004 по 2023 год — муниципальный район).
Административный центр — село Владимиро-Александровское.

## География
Площадь района — 4340 км². Район граничит на востоке с Лазовским, на севере — с Чугуевским и Анучинским, на западе — с Шкотовским районами (округами), а также с Партизанским городским округом, на юге омывается морем.
- Горы: Лысая (1242 м), Тысячная (1068 м), Высокая (1191 м), Сторожевая (1126 м), Комсомолка (836 м), Кумпол (755 м), Коркина (673 м), Богатырь (827 м), Каланча (539 м), Литовка (1279 м), Скалистая (1239 м), Макариха (1167 м), Ручейковая (882 м), Туманная (1230 м), Ольховая. На сопке Ольховой имеется горное озеро.
- Ущелье Щёки Дарданеллы. Оно известно своими каменными замками.
- Река Партизанская. Протекает по долине, окаймлённой волнистыми изумрудными сопками.

### Климат
Климат умеренный, муссонный. Лето тёплое и влажное, самый теплый месяц — август (+20 — +21 °C).Зима ясная, с морозной и малоснежной погодой, самый холодный месяц — январь (-12... −16 °C).
В районе имеются большие запасы различных полезных ископаемых. Разведаны большие запасы облицовочного камня, есть запасы золота, агата, угля, торфа. Флора и фауна представляют собой причудливое сочетание южных и северных представителей. В отдельных уголках сохранились реликтовые виды тиса, бархата амурского. Много лекарственных растений. Прибрежная зона Японского моря располагает богатыми запасами морепродуктов: трепанга, гребешка, ежей, креветки.

## История
4 января 1926 года в составе Владивостокого округа Дальневосточного края был образован Сучанский район. 
Сучанский район образован из бывших волостей: Сучанской, Фроловской, Владимиро-Александровской и Новолитовской.
В феврале 1935 года район был переименован во Владимиро-Александровский район, а 1 апреля 1935 года — в Будённовский район. 29 ноября 1957 года район получил наименование Партизанский район.
1 февраля 1963 года Партизанский район был упразднён, а его территория передана в Находкинский сельский район, который 19 января 1965 года был переименован в Партизанский район.

## Население
| 1926    | 1929    | 1933    | 1959    | 1970    | 1979    | 1989    | 1992    | 2002    |
| ------- | ------- | ------- | ------- | ------- | ------- | ------- | ------- | ------- |
| 44 664  | ↘38 707 | ↘35 700 | ↘24 730 | ↗25 607 | ↗27 299 | ↗29 455 | ↗29 800 | ↗31 666 |
| 2008    | 2009    | 2010    | 2011    | 2012    | 2013    | 2014    | 2015    | 2016    |
| ↘29 400 | ↗29 793 | ↗30 238 | ↗30 257 | ↘30 015 | ↘29 887 | ↘29 683 | ↘29 427 | ↗29 554 |
| 2017    | 2018    | 2019    | 2020    | 2021    | 2022    | 2023    | 2024    |         |
| ↗29 610 | ↘29 387 | ↗29 440 | ↘29 399 | ↗29 777 | ↘29 768 | ↗29 869 | ↗29 888 |         |

## Населённые пункты
В Партизанском районе (муниципальном округе) находится 27 населённых пунктов.
| №  | Населённый пункт          | Тип      | Население | Бывшее сельское поселение |
| -- | ------------------------- | -------- | --------- | ------------------------- |
| 1  | 151 км                    | ж.д. рзд | ↗17       | Екатериновское            |
| 2  | Боец Кузнецов             | посёлок  | ↘730      | Екатериновское            |
| 3  | Васильевка                | деревня  | ↗119      | Новолитовское             |
| 4  | Владимиро-Александровское | село     | ↗6409     | Владимиро-Александровское |
| 5  | Водопадное                | ж.д. рзд | ↘15       | Новицкое                  |
| 6  | Волчанец                  | посёлок  | ↘2526     | Новолитовское             |
| 7  | Голубовка                 | село     | ↗526      | Екатериновское            |
| 8  | Екатериновка              | село     | ↘3467     | Екатериновское            |
| 9  | Золотая Долина            | село     | ↘2425     | Золотодолинское           |
| 10 | Кирилловка                | деревня  | ↘73       | Новолитовское             |
| 11 | Молчановка                | село     | ↘330      | Сергеевское               |
| 12 | Монакино                  | деревня  | ↘33       | Сергеевское               |
| 13 | Николаевка                | посёлок  | ↘3041     | Новицкое                  |
| 14 | Новая Сила                | село     | ↗515      | Екатериновское            |
| 15 | Новицкое                  | село     | ↗1534     | Новицкое                  |
| 16 | Новолитовск               | село     | ↘695      | Новолитовское             |
| 17 | Орёл                      | хутор    | ↘10       | Новицкое                  |
| 18 | Партизан                  | посёлок  | ↗74       | межселенная территория    |
| 19 | Перетино                  | село     | ↘574      | Золотодолинское           |
| 20 | Ратное                    | хутор    | ↘13       | Сергеевское               |
| 21 | Романовский Ключ          | посёлок  | ↘54       | Сергеевское               |
| 22 | Сергеевка                 | село     | ↗4010     | Сергеевское               |
| 23 | Слинкино                  | посёлок  | ↘143      | Сергеевское               |
| 24 | Фроловка                  | село     | ↘901      | Новицкое                  |
| 25 | Хмыловка                  | село     | ↗578      | Владимиро-Александровское |
| 26 | Южная Сергеевка           | село     | ↘158      | Сергеевское               |
| 27 | Ястребовка                | деревня  | ↗73       | Сергеевское               |

## Муниципальное устройство
В рамках организации местного самоуправления в границах района функционирует Партизанский муниципальный округ (с 2004 по 2023 год — Партизанский муниципальный район).
С декабря 2004 по январь 2023 года в существовавший в этот период Партизанский муниципальный район входило шесть муниципальных образований со статусом сельских поселений, а также одна межселенная территория без статуса муниципального образования.
| №        | Муниципальное образование в 2004—2023 гг.    | Административный центр         | Количество населённых пунктов | Население (чел.) | Площадь (км²) |
| -------- | -------------------------------------------- | ------------------------------ | ----------------------------- | ---------------- | ------------- |
| 1        | Владимиро-Александровское сельское поселение | село Владимиро-Александровское | 2                             | 6987             | 35,76         |
| 2        | Екатериновское сельское поселение            | село Екатериновка              | 5                             | 5406             | 34,29         |
| 3        | Золотодолинское сельское поселение           | село Золотая Долина            | 2                             | 3105             | 11,28         |
| 4        | Новицкое сельское поселение                  | село Новицкое                  | 5                             | 5472             | 68,85         |
| 5        | Новолитовское сельское поселение             | село Новолитовск               | 4                             | 3554             | 31,62         |
| 6        | Сергеевское сельское поселение               | село Сергеевка                 | 8                             | 5179             | 12,63         |
| 6.000001 | межселенная территория                       |                                | 1                             | ↗74              |               |

К 1 февраля 2023 года все сельские поселения были упразднены и вместе со всем муниципальным районом преобразованы путём их объединения в муниципальный округ.

## Экономика
Промышленность района представлена лесозаготовительными предприятиями; предприятиями, занимающимися производством извести, щебня, гранита и мрамора; строительными компаниями.
Сельское хозяйство в районе развито. В нём занято семь товариществ и акционерных обществ, 116 фермерских хозяйств, 117 коллективных садоводческих обществ. Активно развивается растениеводство. В животноводстве основной деятельностью являются производство мяса, молока и яиц.

## Археология
В 6 км от хутора Орёл на правом борту ручья Орлиный (Малый Пенсау) на высоте 25—30 м над урезом ручья Малый Пенсау находится вход в пещеру Малая Пенсау (имени Верещагина). В ней найдены фарфоровые сосуды с коричневой росписью, выполненной по светлому фону, которые относятся к юаньскому времени (1271—1368 гг.). Пещерное поселение Малая Пенсау являлось контрольным пунктом дорожно-транспортных сетей в долине реки Партизанской. Археологические памятники Осиновское поселение в бассейне реки Раздольной, Куналейское городище с зелёной поливой и пещера Малая Пенсау подтверждают присутствие монголов в Приморье в эпоху Юань.

### Городища
- Пещера Географического общества. Расположена вблизи с. Екатериновка. Верхний палеолит: находки изделий человека, остатки 36 видов млекопитающих[35].
- Екатериновское. Расположено в двух км от с. Екатериновка, на склоне сопки, по гребню которой проходит оборонительный вал протяжённостью более 2,2 км с остатками 14 башен. Относится к эпохе чжурчжэней: XI—XII века[36].
- Николаевское (Сучанское). Расположено на окраине п. Николаевка. Территория городища была распахана под совхозные поля. Период государства Бохай (оборонительная стена), Золотой империи чжурчжэней (буддийский монастырь). В 1233 году разрушено монголами[37].
- Шайгинское. Относится к эпохе чжурчжэней: XI—XII века. Местность: глубокий распадок с ручьём Батарейный, питаемым многочисленными ключами; гряда сопок, по гребню которой проходит оборонительный вал. Городище делилось на кварталы. Предположительно имелось не менее 1000 жилищ, сравнительно крупный многотысячный город. В 1233 году сожжён монголами[38].